# Dalklipping

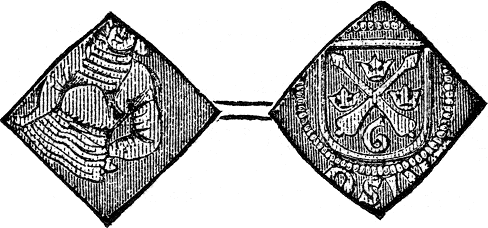
Dalklipping

Dalklipping, eller Hedemoraklipping, var ett mynt av typen klipping. Mynten, som Gustav Vasa lät framställa under Befrielsekriget, slogs i Hedemora och Söderköping 1521–1522.

## Bakgrund
Efter segern vid Slaget vid Brunnbäcks färja 1521 samlades Gustav Vasas armé i Hedemora. Vasa, som själv varit i Gästrikland, kom till staden för att träna och utrusta soldaterna. Till detta krävdes pengar, och det beslutades att tillverka mynt. Hedemora var den enda stad armén behärskade, och således förlades myntverket dit. För att vinna dalkarlarnas erkännande lät Vasa dalpilar pryda ena sidan av myntet, vilket han senare skulle slå fast som Dalarnas landskapsvapen.

## Utseende
På myntens åtsida är en man i rustning avbildad, med ett svärd i höger hand och vänster hand stödjande i sidan. På frånsidan återfinns två korslagda dalpilar, tre kronor samt bokstaven G. Under finns fragment av en text som blivit bortklippt i tillverkningen, men löd Gösta Eriksson, Gubernator. Dalklippingarna var förutom präglingen snarlika de danska mynten, en stor del av mynten präglades dessutom med Kristian II:s stämpel.

## Myntverket i Hedemora

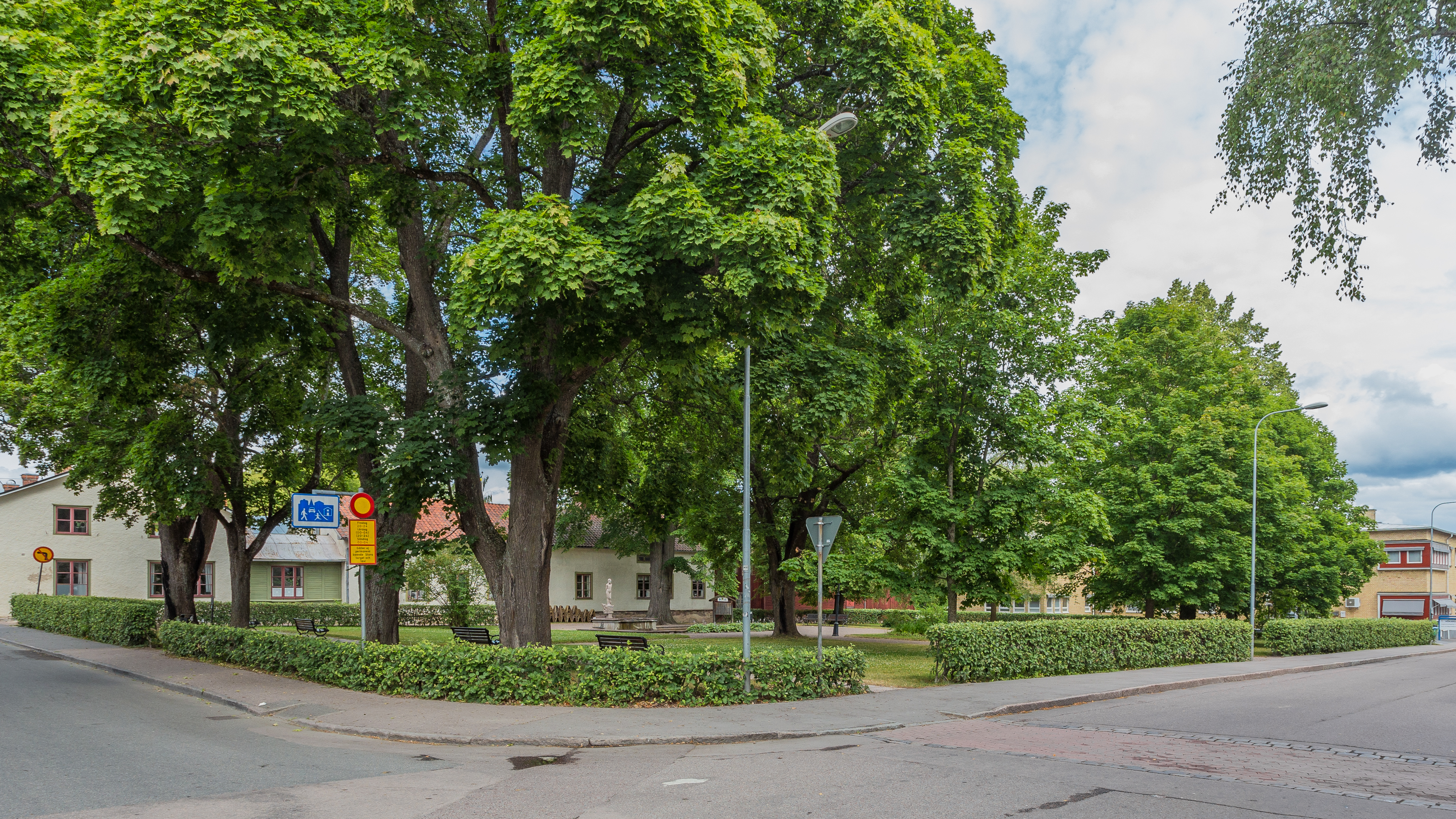
Myntparken i Hedemora

Det är inte känt var myntverket i Hedemora var placerat, men enligt traditionen låg det ungefär där Myntparken idag ligger, samt utnyttjade de källare som i viss utsträckning ännu finns kvar kring Stora torget. Kyrkoherde Petrus Ugla skriver 1734 att myntverket då troligen låg i Rosenwallska gården, vilken Gustav Vasa ägde under 1520-talet, men håller även möjligheten öppen för att det kan ha legat vid Brunnsjön. En tredje möjlighet är att det låg vid Munkbosjön.